# Emilio Tapia Rivas
Emilio Tapia Rivas (Mondoñedo, 7 de agosto de 1862-Lugo, 12 de junio de 1918) fue un abogado, político, periodista y escritor español, de origen gallego.

## Trayectoria
Estudió Derecho en la Universidad Central de Madrid (1883-1885). Fue profesor de Geografía e Historia en Viveiro. Fue director de El Lucense, El Eco de Galicia, El Diario de Mondoñedo, El Día de Mondoñedo y El Norte de Galicia y fundó El Correo de Lugo en su última etapa. Diputado provincial, fue vicepresidente y después presidente de la Diputación de Lugo y líder de los conservadores de la provincia de Lugo. Fue académico fundador de la Real Academia Gallega.

## Obras
- Cosas íntimas, 1903.